# شيطان
الشياطين تجسيد للشر كما هو مصور في مختلف الثقافات والتقاليد الدينية. يُنظر إليه على أنه تجسيد لقوة معادية ومدمرة. يوضح جيفري بيرتون راسل أن المفاهيم المختلفة للشيطان يمكن تلخيصها على أنها 1) مبدأ للشر مستقل عن الله، 2) جانب من جوانب الله، 3) كائن مخلوق يتحول إلى ( ملاك ساقط شرير)، و 4) رمز للشر البشري.

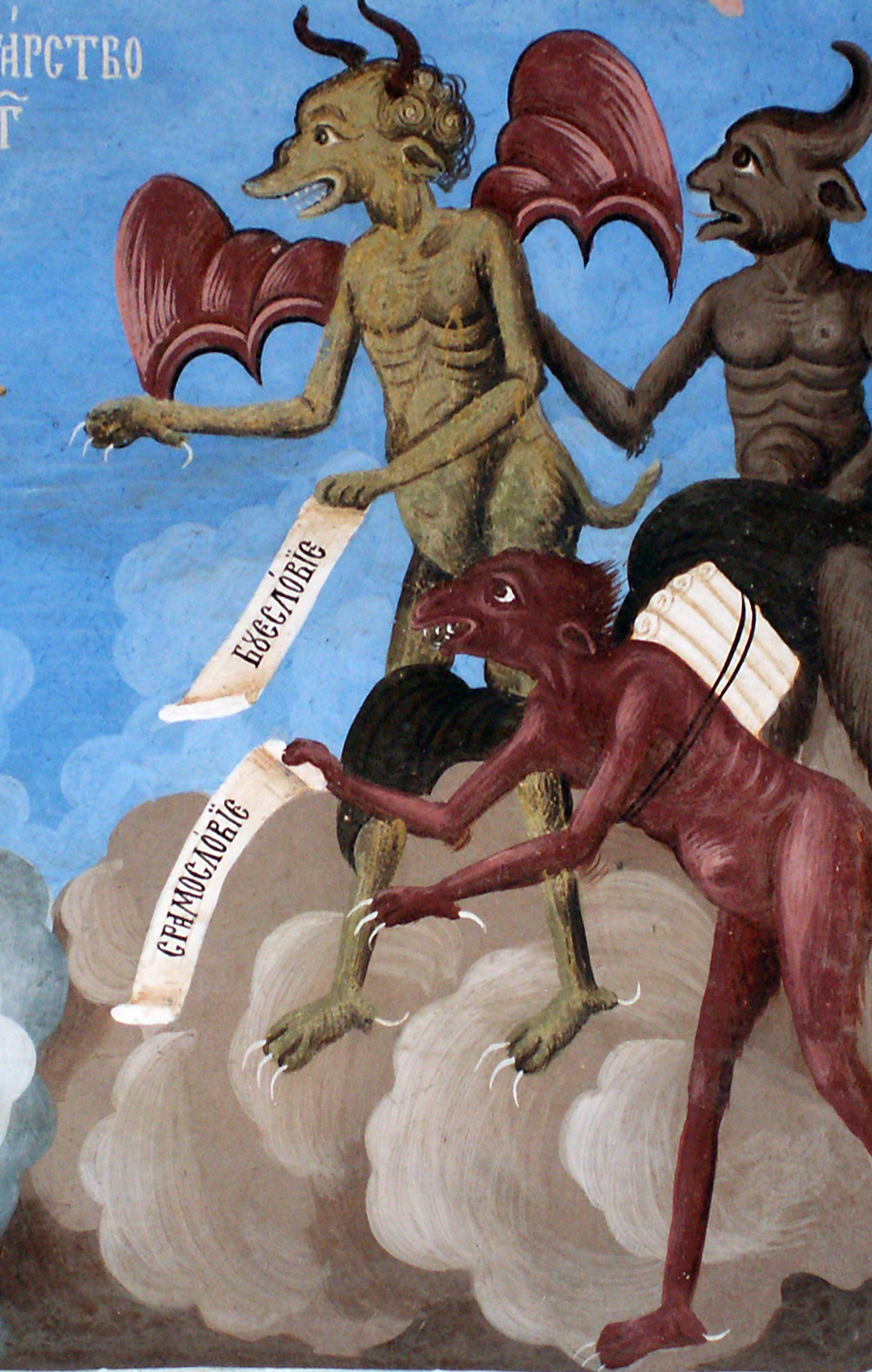
تفاصيل جدارية من دير ريلا، تُصوَّر فيها الشياطين على أنها وجوه وأجساد بشعة.

كل تقليد وثقافة ودين يحتوي علي الشيطان في كتبه المقدسة، ويقدمون عدسة مختلفة لمظاهر الشر الخاصة به. يتشابك تاريخ وجهات النظر هذه مع علم اللاهوت والأساطير والطب النفسي والفن والأدب الذي يتطور بشكل مستقل داخل كل من التقاليد. ويُعطى الشيطان العديد من الأسماء المختلفة - لوسيفر، بعلزبول، مفستوفيلس، إبليس - وأما الصفات: فيتم تصويره باللون الأزرق أو الأسود أو الأحمر؛ ويصور على أنه له قرون على رأسه وبلا قرون وهكذا. على الرغم من أن تصوير الشيطان عادة ما يؤخذ على محمل الجد، إلا أنه في بعض الأحيان يتم التعامل معه بشكل أقل جدية؛ على سبيل المثال، عندما يتم استخدام شخصيات الشيطان في الإعلانات وعلى أغلفة الحلوى.

## التسمية

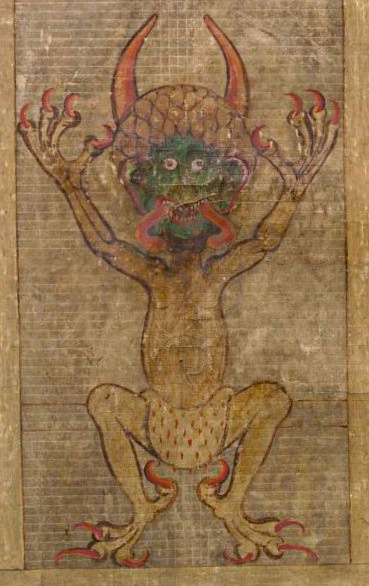
رسم للشيطان في مخطوطة غيغاكس والتي استُوحي منها اسم "إنجيل الشيطان". بسبب الاعتقاد بأن الشيطان أحد مؤلفي الكتاب.

هناك عدة تسميات للشيطان في اللغة العربية ومنها : إبليس وعفريت وجنّي ولكل منها مقابل في اللغات الأوروبية، وحتى كلمة شيطان لها مقابل باللغة الأوروبية وهي : (Satan).

## ديانة مابين النهرين
إن الأديان في منطقة ما بين النهرين كالديانة السومرية والبابلية هي واحدة من أولى الديانات التي تمثل الكون على أنه ساحة معركة في المواجهة الكونية بين الخير والشر. تمثل ملحمة جلجامش، أقدم نص معروف، أول ظهور لشخصية شريرة. تحتفظ هذه الشريرة بغابة الأرز التي يريد جلجامش قطع الخشب الذي يفتقده شعبه. يقتل جلجامش الوحش لكنه لا يربح المجد ويعاقب عليه إنليل، رب السماء وملك الآلهة.

## الزرادشتية
في الزرادشتية هناك إله النور ويدعي "أهورامزدا"، وإله الشر الذي يترأس القوى المدمرة ويدعي "أهريمان". يعطي هذا التفسير للإله الخيّر دور القاضي النهائي الذي يسمح للشياطين بإغراء الإنسانية والتدخل أخيراً لمنع انتصار الشر.

## عند الفراعنة

ست إله الصحاري والعواصف والاضطراب والعنف والأجانب.

كان ست من أهم أعضاء الشرف في أسطورة إيزيس وأوزوريس فهو الذي قتل أخيه أوزوريس ولذلك أصبح إله الشر والعنف. تزوج من أخته نيفتيس وقُتل على يد حورس ابن أخيه أوزوريس.
في الأساطير الفرعونية، يصور ست بالغاصب الذي قتل وشوه أخاه أوزوريس. قامت إيزيس زوجة أوزوريس بإعادة تجميع جثته وتحنيطه. سعى حورس ابن أوزوريس نحو الانتقام من ست، وتصف الأساطير صراعاتهم. وفاة أوزيريس والمعركة بين حورس وست هو حدث شعبي في الميثولوجيا المصرية.

## التنغرية
من بين الأساطير التنغرية في آسيا الوسطى، يشير إرليك إلى شخصية شبيهة بالشيطان كحاكم تماج (الجحيم)، والذي كان أيضًا أول إنسان. وفقًا لإحدى الروايات، سبح إرليك والله معًا فوق المياه البدائية. عندما كان الله على وشك خلق الأرض، أرسل إرليك ليغوص في المياه ويجمع بعض الطين. أخفى إرليك البعض داخل فمه ليخلق فيما بعد عالمه الخاص. ولكن عندما أمر الله الأرض بالتوسع، انزعج إرليك من الطين الموجود في فمه. ساعد الله إيرليك على بصقها. أعطى الطين الذي حمله إرليك مكانًا للمناطق غير السارة في العالم. وبسبب خطيته تم تكليفه بالشر. وفي صيغة أخرى، يتم تحديد الإله الخالق مع أولجن. مرة أخرى، يبدو أن إيرليك هو الإنسان الأول. لقد أراد أن يخلق إنسانًا تمامًا كما فعل أولجن، وعندها كان رد فعل أولجن هو معاقبة إيرليك، وإلقائه في العالم السفلي حيث يصبح حاكمه.
وفقًا للتنغرية، لا يوجد موت، مما يعني أنه عندما تنتهي الحياة، فهي مجرد انتقال إلى العالم غير المرئي. بصفته حاكم الجحيم، يستعبد إيرليك الأرواح الملعونة بالجحيم. علاوة على ذلك، فهو يتربص في نفوس البشر الذين يعيشون على الأرض فيتسبب في الموت والمرض والعلل. عند الولادة، يرسل إيرليك كورموس للاستيلاء على روح المولود الجديد، ويتبعه لبقية حياته في محاولة للاستيلاء على روحه عن طريق إعاقته وتضليله وإصابته. عندما ينجح إرليك في تدمير جسد إنسان، سيحاول الكورموس الذي أرسله إيرليك إنزاله إلى العالم السفلي. ومع ذلك، سيتم إحضار الروح الطيبة إلى الجنة بواسطة يايوتشي الذي أرسله أولجن. كما قدم بعض الشامان تضحيات لإرليك، من أجل الحصول على مرتبة أعلى في العالم السفلي ، إذا كان يجب أن يلعنهم في الجحيم.

## اليزيدية
حسب اليزيدية لا يوجد كيان يمثل الشر في معارضة الله. يرفض اليزيديون مثل هذه الازدواجية، ويعتبر الشر غير موجود. يلتزم اليزيديون بالوحدة الصارمة ويحظر عليهم نطق كلمة "شيطان" والحديث عن أي شيء يتعلق بالجحيم.

## اليهودية

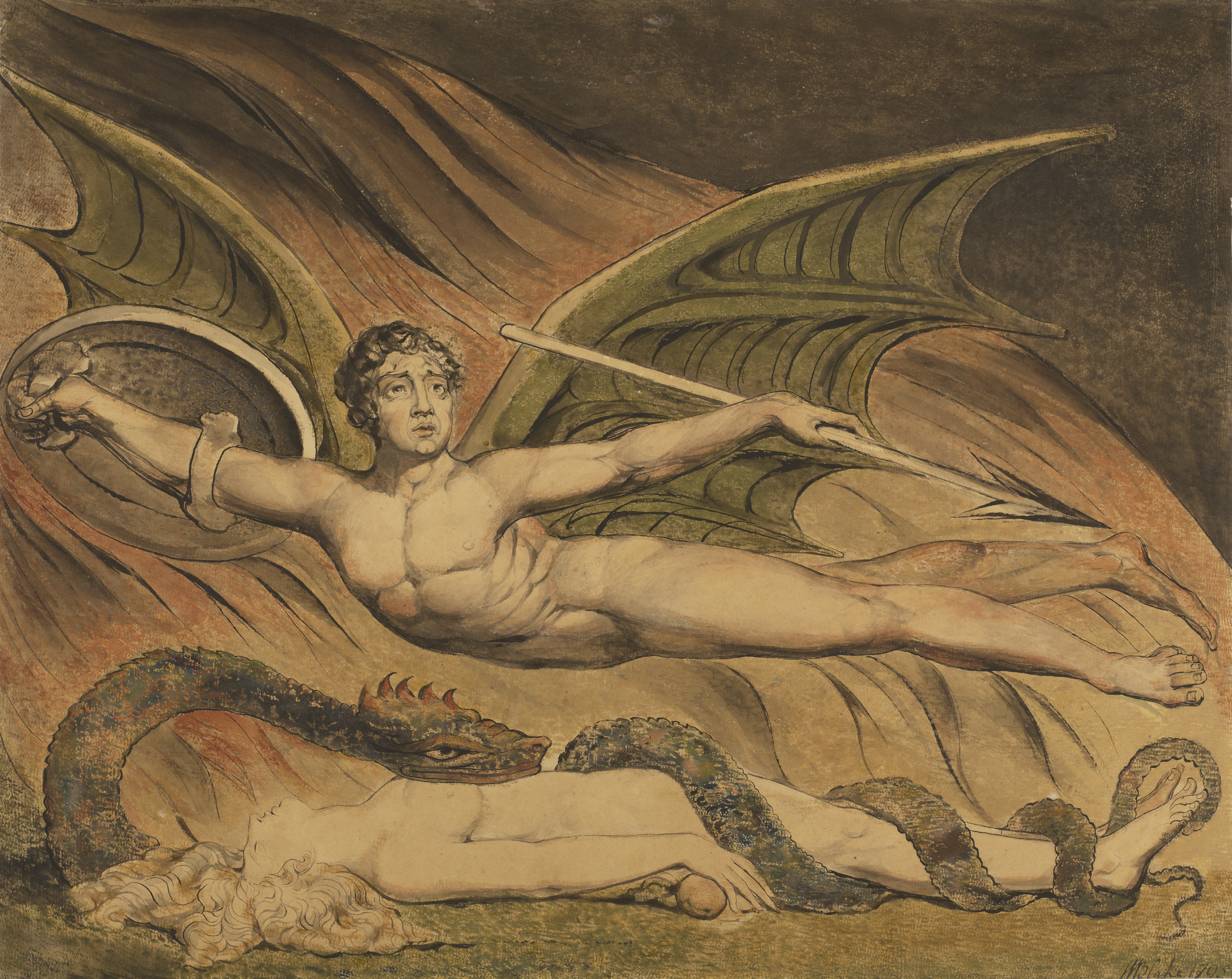
إبتهاج الشيطان بحواء لإقناعها آدم بالأكل من شجرة المعرفة، والتمرد على الله.

يهوه إله يهودية ما قبل السبي البابلي، خلق الخير والشر كما جاء في إشعياء 45: 7: "«مصور النور وخالق الظلمة: صانع السلام وخالق الشر: أنا الرب صانع هذه جميعها»". الشيطان غير موجود في الكتب المقدسة اليهودية. يُعتقد أن الحية التي أغوت آدم وحواء في سفر التكوين ترمز للشيطان، ومع ذلك، فإن تأثير الزرادشتية خلال الإمبراطورية الأخمينية أدخل الشر كمبدأ منفصل في المعتقد اليهودي، والذي أدى تدريجياً إلى إضفاء طابع خارجي على المعارضة حتى تطور المصطلح العبري الشيطان إلى نوع محدد من الكيانات الخارقة للطبيعة، مما أدى إلى تغيير النظرة الأحادية لليهودية إلى رؤية ثنائية كما في سفر أيوب وغيره من الأسفار التوراتية التي كتبت بعد السبي البابلي والتي يظهر فيها الشيطان بصورة واضحة ككائن خارق للطبيعة مستقل عن الله ومتحديًا ومتصارعا مع الله. في وقت لاحق، رفضت اليهودية الحاخامية كتب إنوشيان (التي كُتبت خلال فترة الهيكل الثاني تحت التأثير الفارسي)، والتي صورت الشيطان كقوة مستقلة للشر إلى جانب الله. بعد الفترة المروعة، يُعتقد أن الإشارات إلى الشيطان في التناخ مجازية.

## المسيحية

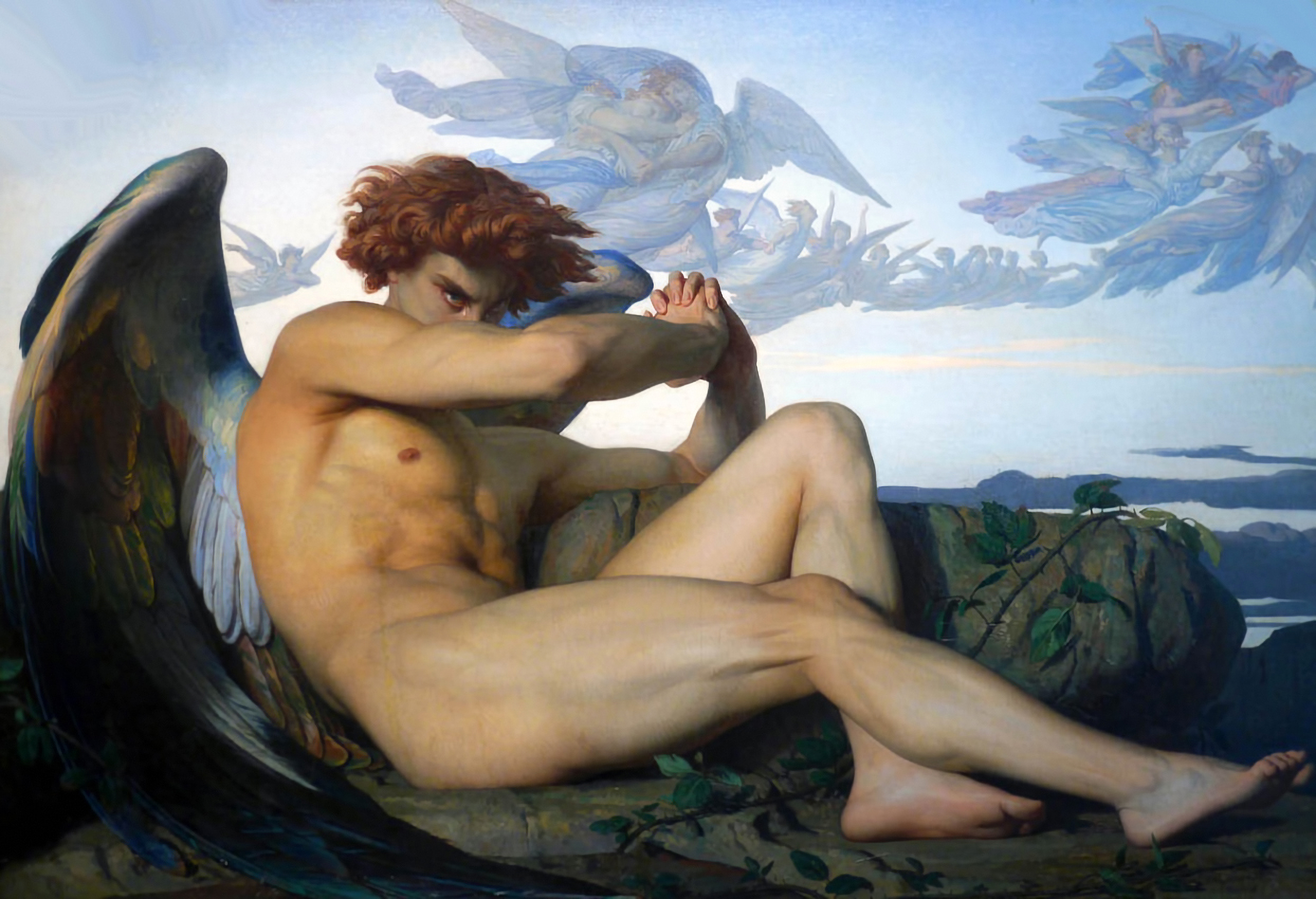
الملاك الساقط (1847) بواسطة الكسندر كابانيل (متحف فابر، مونبلييه)

في المسيحية السائدة، يشار عادة إلى الشيطان باسم الشيطان. وذلك لأن المعتقدات المسيحية في الشيطان مستوحاة مباشرة من وجهة النظر السائدة ليهودية الهيكل الثاني (المسجلة في سفر أخنوخ)، كما عبر عنها/مارسها يسوع، مع بعض الاختلافات الطفيفة. بعض المسيحيين المعاصرين أعتبر الشيطان ملاكًا، تمرد علي الله مع ثلث جيش الملائكة (الشياطين)، وبالتالي حُكم عليه بالذهاب إلى بحيرة النار والكبريت. تم وصفه بكراهية البشرية جمعاء (أو بشكل أكثر دقة الخليقة)، ومعارضة الله، ونشر الأكاذيب وإحداث الفوضى في نفوسهم. يتم تعريف الشيطان تقليديًا على أنه الثعبان الذي أقنع حواء بأكل الفاكهة المحرمة؛ وهكذا، غالبًا ما يُصوَّر الشيطان على أنه ثعبان.

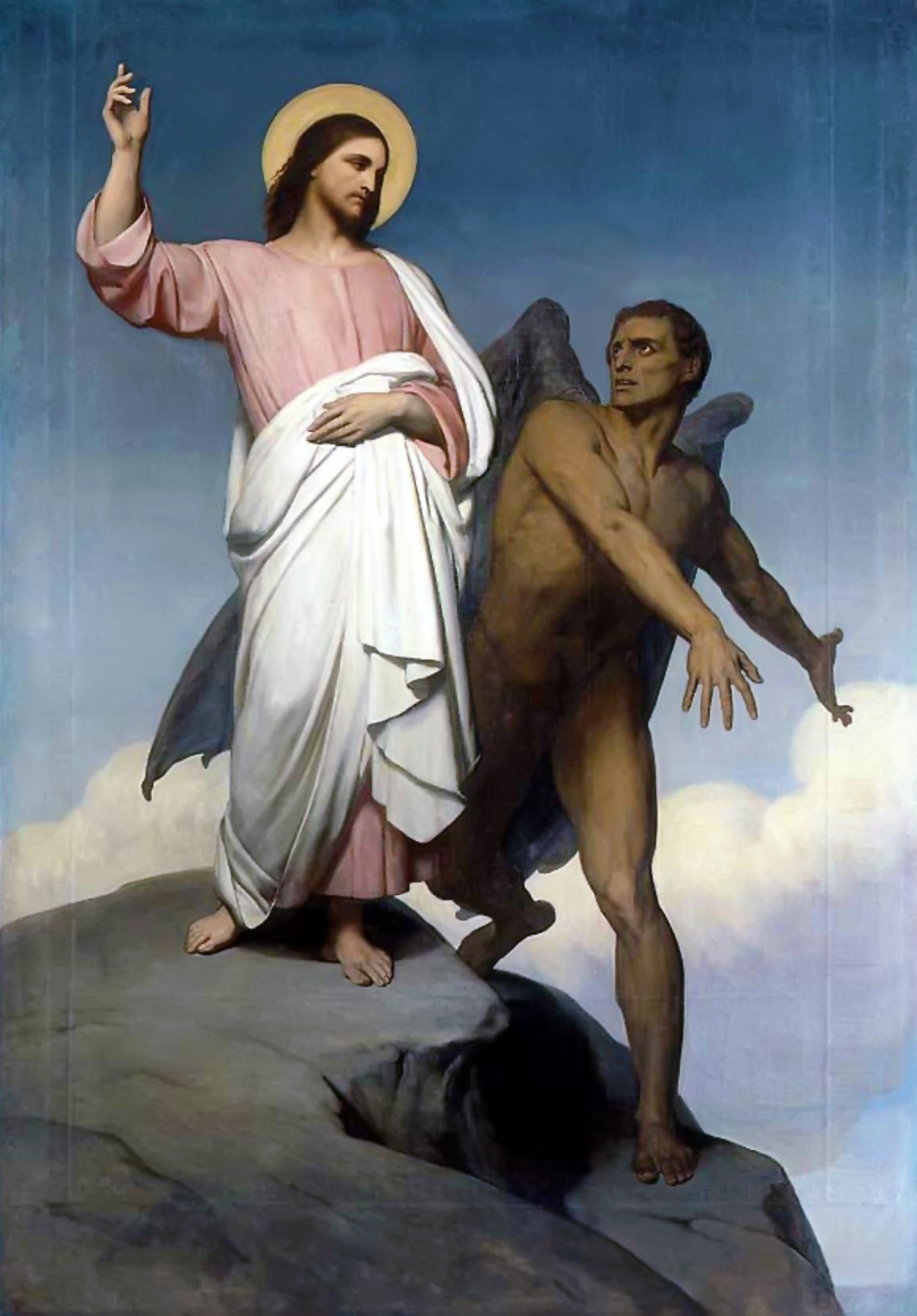
إبليس يختبر يسوع فوق الجبل.

تصف المسيحية الشيطان بأنه ملاك ساقط يرهب العالم بالشر، هو نقيض الحقيقة، وسيُحكم عليه مع الملائكة الساقطين الذين يتبعونه، بالنار الأبدية في يوم القيامة.
في الكتاب المقدس، يتم تعريف الشيطان بـ «التنين» و «الحية القديمة» التي تظهر في سفر الرؤيا،  كما وصف بـ "«رئيس هذا العالم»" في إنجيل يوحنا؛  و"«الروح الذي يعمل الآن في أبناء المعصية»" في الرسالة إلى أهل أفسس؛ و"«إله هذا العالم»" في 2 كورنثوس 4: 4. تم تحديده أيضًا على أنه التنين في سفر الرؤيا والمُجرب ليسوع في الأناجيل.
أحيانًا يُطلق على الشيطان اسم لوسيفر، خاصة عند وصفه بالملاك قبل سقوطه. اسم «لوسيفر» (باللاتينية يعني "جالب النور") يُستخدم في ترجمة نسخة الملك جيمس لـ "ابن الفجر" ( بن شهر ) في إشعياء 14: 12، لكن الترجمات الحديثة تستخدم ترجمات أخرى. العبارات تشير إلى ملك بابلي.
بعلزبول هو في الأصل اسم إله فلسطيني (بشكل أكثر تحديدًا نوع معين من البعل، من بعل زبوب، أشعل. "سيد الذباب") ولكنه يستخدم أيضًا في العهد الجديد كمرادف للشيطان. تظهر نسخة تالفة، "بلزبوب"، في الكوميديا الإلهية ( الجحيم الرابع والثلاثون).
في المعتقدات المسيحية الأخرى غير السائدة (مثل معتقدات إخوة مسيحية) لا يُنظر إلى كلمة "الشيطان" في الكتاب المقدس على أنها تشير إلى كائن شخصي خارق للطبيعة، بل إلى أي "خصم" وتشير مجازيًا إلى خطيئة الإنسان وإغراءاته.

### كتب أبوكريفا
أنظر أيضا: ابوكريفا
في سفر الحكمة، يتم تصوير الشيطان على أنه هو الذي أدخل الموت إلى العالم. يحتوي سفر أخنوخ الثاني على إشارات إلى مراقب يُدعى ساتانيل، واصفًا إياه بأنه أمير غريغوري الذي طُرد من السماء وروح شرير يعرف الفرق بين ما هو "صالح" و "خاطئ".
في كتاب اليوبيلات، يحكم الشيطان مجموعة من الملائكة، ماستيما رئيس الملائكة الذي حث الله على اختبار إبراهيم من خلال التضحية بابنه إسحاق، مطابق للشيطان في الاسم والطبيعة. سفر أخنوخ يحتوي على إشارات إلى ساتارييل، يعتقد أيضًا ليكون ساتانييل. تعكس التهجئات المماثلة تلك الخاصة بإخوانه الملائكة ميكائيل ورافائيل وأورييل وجبرائيل، قبل طرده من السماء.

## الغنوصية

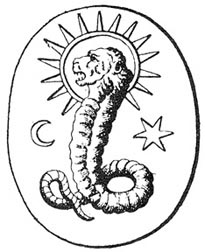
قد يكون الإله ذو وجه الأسد الموجود على الجوهرة الغنوصية في العصور القديمة الموضحة والممثلة في الأشكال لبرنارد دي مونتفاوكون، بمثابة تصوير للديميورجوس.

تفترض الديانات الغنوصية والمتأثرة بالغنوصية فكرة أن العالم المادي شرير بطبيعته. الإله الحقيقي الواحد بعيد وراء الكون المادي، لذلك يجب أن يحكم هذا الكون إله دجال أدنى. تم تحديد هذا الإله على أنه إله العهد القديم من قبل بعض الطوائف، مثل الشيثيون والمرقيون. ترتليان يتهم مرقيون بأنه
«رأى أن العهد القديم كان فضيحة للمؤمنين وتم تفسيره من خلال افتراض أن يهوه كان إلهًا ثانويًا، وهو ديميورجوس، الذي كان إلهًا، بمعنى ما، ولكن ليس الإله الأعلى؛ لقد كان عادلاً، عادلاً بشكل صارم، وكان يتمتع بصفاته الجيدة، لكنه لم يكن الإله الصالح، الذي كان أبو ربنا يسوع المسيح.»
يذكر جون أرندزن (1909) في الموسوعة الكاثوليكية (1913) أن يوسابيوس اتهم أبيليس، الغنوصي في القرن الثاني الميلادي، باعتبار الملهم في نبوءات العهد القديم ليس إلهًا، بل ملاكًا شريرًا. تشير هذه الكتابات عادةً إلى خالق العالم المادي على أنه "ديميورجوس"  لتمييزه عن الإله الحقيقي الواحد. بعض النصوص، مثل إنجيل يوحنا المنحول مخطوطة كتاب "عن أصل العالم" الذي وجد ضمن مخطوطات نجع حمادي، لم تشيطن الله الخالق فحسب، بل أطلقت عليه أيضًا اسم الشيطان في بعض الكتابات اليهودية، سمائيل.

## المانوية

الشيطان أمير الظلام.

في المانوية، الله والشيطان هما مبدأان غير مرتبطين. لقد خلق الله الخير ويسكن في عالم النور، بينما الشيطان (ويسمى أيضًا أمير الظلمة) يخلق الشر ويسكن في مملكة الظلمة. لقد ظهر العالم المعاصر إلى الوجود عندما هاجمت مملكة الظلمة مملكة النور واختلطت بالعالم الروحي. في النهاية، سيتم ختم إبليس وأتباعه إلى الأبد، وستستمر مملكة النور ومملكة الظلمة في التعايش إلى الأبد، ولن يختلطا مرة أخرى أبدًا.
اتهم الاهوتي المسيحي هيجمونيوس في القرن الرابع الميلادي بأن النبي الفارسي ماني مؤسس المانوية في القرن الثالث الميلادي، عرّف يهوه بأنه «الإله الشيطاني الذي خلق العالم»، وقال إنه «الذي تكلم مع موسى، واليهود والكهنة ... هو أمير الظلام ،... ليس الإله الحقيقي».

## الإسلام
في الإسلام، يتم التعبير عن مبدأ الشر من خلال مصطلحين يشيران إلى نفس الكيان: الشيطان وإبليس. إبليس هو الاسم الصحيح للشيطان الذي يمثل صفات الشر. يُذكر إبليس في الرواية القرآنية عند خلق البشرية. فعندما خلق الله آدم، أمر الملائكة بالسجود له. لكن إبليس كان من الجن فرفض وادعى أنه متفوق على آدم بدافع كبريائه، لذلك أصبح التكبر علامة على "الكفر" في الإسلام. بعد ذلك حُكم على إبليس بالجحيم، وقد قال إبليس أنه سيضل البشرية كلها، مع العلم أن الصالح سيقاوم محاولات إبليس لتضليله. في الإسلام، كل من الخير والشر خلقهما الله في النهاية. ولكن بما أن إرادة الله جيدة، فإن الشر في العالم يجب أن يكون جزءًا من خطة الله. في الواقع، سمح الله للشيطان أن يغوي البشرية. يعتبر الشر والمعاناة بمثابة اختبار وإبتلاء لإثبات قوة الإيمان بالله.يرى المسلمون أن الجن المؤمن، هم الخاضعين لله، وأن الذين لم يخضعوا لله هم الشياطين.
على الرغم من أن إبليس غالبًا ما يُقارن بالشيطان في اللاهوت المسيحي، إلا أن الإسلام يرفض فكرة أن الشيطان هو خصم الله والصراع الضمني بين الله والشيطان. يمكن اعتبار إبليس أعظم الخطاة، لكنه يظل مجرد مخلوق من مخلوقات الله. لم يكن إبليس كافراً بسبب معصيته، بل بسبب إسناد الظلم لله. أي بتأكيده أن الأمر بالسجود لآدم هو أمر غير لائق لأنه خُلق من نار بينما آدم خُلق من الطين. ويمكن أن يغفر الله خطيئة إبليس في أي وقت. وفقًا للقرآن، فإن عصيان إبليس كانت بسبب ازدراءه للإنسانية، وهي رواية حدثت بالفعل في أبوكريفا العهد الجديد المبكر. في الثقافة الإسلامية، يُعتقد أن الشياطين مخلوقات خنثى خلقت من نار السموم، ويتناسلون بدون رفيق آخر. من المعتقد بشكل عام أن الشياطين يمكن أن تؤذي أرواح البشر من خلال مسهم.

## البهائية
في الديانة البهائية، لا يُعتقد بوجود كيان خبيث وفوق بشري مثل الشيطان أو الشيطان. ومع ذلك، تظهر هذه المصطلحات في الكتابات البهائية، حيث يتم استخدامها كاستعارات للطبيعة الدنيا للإنسان. يُنظر إلى البشر على أنهم يتمتعون بإرادة حرة، وبالتالي فهم قادرون على التوجه نحو الله وتطوير الصفات الروحية أو الابتعاد عن الله والانغماس في رغباتهم الأنانية. غالبًا ما يتم وصف الأفراد الذين يتبعون إغراءات الذات ولا يطورون الفضائل الروحية في الكتابات البهائية بالكلمة شيطاني. تنص الكتابات البهائية أيضًا على أن الشيطان هو استعارة لـ "الذات الملحة" أو "الذات الدنيا" التي هي نزعة لخدمة الذات داخل كل فرد. أولئك الذين يتبعون طبيعتهم الدنيا يوصفون أيضًا بأنهم أتباع "الشرير".

## الفرق بين الشيطان وإبليس
- الشيطان:

هو وصف عام لكل مفسد ومعادٍ لله وللخير، سواء كان من الجن أو الإنس. قال الله تعالى:
"وَكَذَٰلِكَ جَعَلْنَا لِكُلِّ نَبِيٍّ عَدُوًّا شَيَاطِينَ ٱلْإِنسِ وَٱلْجِنِّ" (الأنعام: 112).
- إبليس:

هو اسم مخصص للكائن الذي عصى الله أول مرة. كما ورد في قوله تعالى:
"وَإِذْ قُلْنَا لِلْمَلَائِكَةِ اسْجُدُوا لِآدَمَ فَسَجَدُوا إِلَّا إِبْلِيسَ كَانَ مِنَ الْجِنِّ فَفَسَقَ عَنْ أَمْرِ رَبِّهِ" (الكهف: 50).